# بیچ‌هیل (ویرجینیای غربی)
بیچ‌هیل (به انگلیسی: Beech Hill) یک منطقهٔ مسکونی در ایالات متحده آمریکا است که در شهرستان ماسون، ویرجینیای غربی واقع شده‌است. بیچ‌هیل ۱۷۴٫۹۶ متر بالاتر از سطح دریا واقع شده‌است.